# Список територіальних громад Чернігівської області
Це список об'єднаних територіальних громад (ОТГ) Чернігівської області, створених у рамках адміністративно-територіальної реформи 2015 року.
Першу громаду створено 28 серпня 2015 року. А 12 серпня 2015 року Кабінет Міністрів затвердив план. 
Перші вибори в громадах відбулися 25 жовтня 2015 року.

## Загальний перелік громад
| Громада                   | Центр          | Дата створення   | Район              | К-сть НП | Площа, км² | Населення (2015) |
| ------------------------- | -------------- | ---------------- | ------------------ | -------- | ---------- | ---------------- |
| Парафіївська селищна ОТГ  | смт Парафіївка | 28 серпня 2015   | Ічнянський район   | 19       |            | 7545             |
| Вертіївська сільська ОТГ  | село Вертіївка | 31 серпня 2015   | Ніжинський район   | 11       |            | 5404             |
| Макіївська сільська ОТГ   | село Макіївка  | 1 вересня 2015   | Носівський район   | 6        |            | 2222             |
| Кіптівська сільська ОТГ   | село Кіпті     | 3 вересня 2015   | Козелецький район  | 12       |            | 5558             |
| Деснянська селищна ОТГ    | смт Десна      | 4 вересня 2015   | Козелецький район  | 10       |            | 10715            |
| Батуринська міська ОТГ    | м. Батурин     | 7 липня 2016     | Бахмацький район   | 16       |            | 4227 (2016)      |
| Остерська міська ОТГ      | м. Остер       | 8 липня 2016     | Козелецький район  | 14       |            | 7873 (2016)      |
| Лосинівська селищна ОТГ   | смт Лосинівка  | 18 липня 2016    | Ніжинський район   | 10       |            | 6548 (2016)      |
| Мринська сільська ОТГ     | село Мрин      | 4 серпня 2016    | Носівський район   | 7        |            | 4505 (2016)      |
| Коропська селищна ОТГ     | смт Короп      | 9 вересня 2016   | Коропський район   | 45       |            | 15706 (2016)     |
| Сновська міська ОТГ       | м. Сновськ     | 27 вересня 2016  | Сновський район    | 57       |            | 23952 (2016)     |
| Носівська міська ОТГ      | м. Носівка     | 30 вересня 2016  | Носівський район   | 19       |            | 20129 (2016)     |
| Корюківська міська ОТГ    | смт Корюківка  | 3 жовтня 2016    | Корюківський район | 40       |            | 17657 (2016)     |
| Козелецька селищна ОТГ    | смт Козелець   | 13 жовтня 2016   | Козелецький район  | 42       |            | 20599 (2016)     |
| Комарівська сільська ОТГ  | с. Комарівка   | 1 листопада 2016 | Борзнянський район | 12       |            |                  |
| Менська міська ОТГ        | м. Мена        | 29 грудня 2016   | Менський район     | 33       |            |                  |
| Куликівська селищна ОТГ   | смт Куликівка  | 7 лютого 2017    | Куликівський район | 23       |            |                  |
| Плисківська сільська ОТГ  | с. Плиски      | 14 лютого 2017   | Борзнянський район | 5        |            |                  |
| Ічнянська міська ОТГ      | м. Ічня        | 23 лютого 2017   | Ічнянський район   | 49       |            |                  |
| 20.Бобровицька міська ОТГ | м. Бобровиця   | 5 травня 2017    | Бобровицький район | 41       |            | 25827 (2017)     |